# Mörkbandat gulvingsfly
Mörkbandat gulvingsfly, Tiliacea aurago, är en fjärilsart som beskrevs av Michael Denis och Ignaz Schiffermüller 1775. Mörkbandat gulvingsfly ingår i släktet Tiliacea och familjen nattflyn, Noctuidae. Arten är reproducerande och har livskraftiga (LC) populationer i både Sverige och i Finland. Inga underarter finns listade i Catalogue of Life.

## Bildgalleri

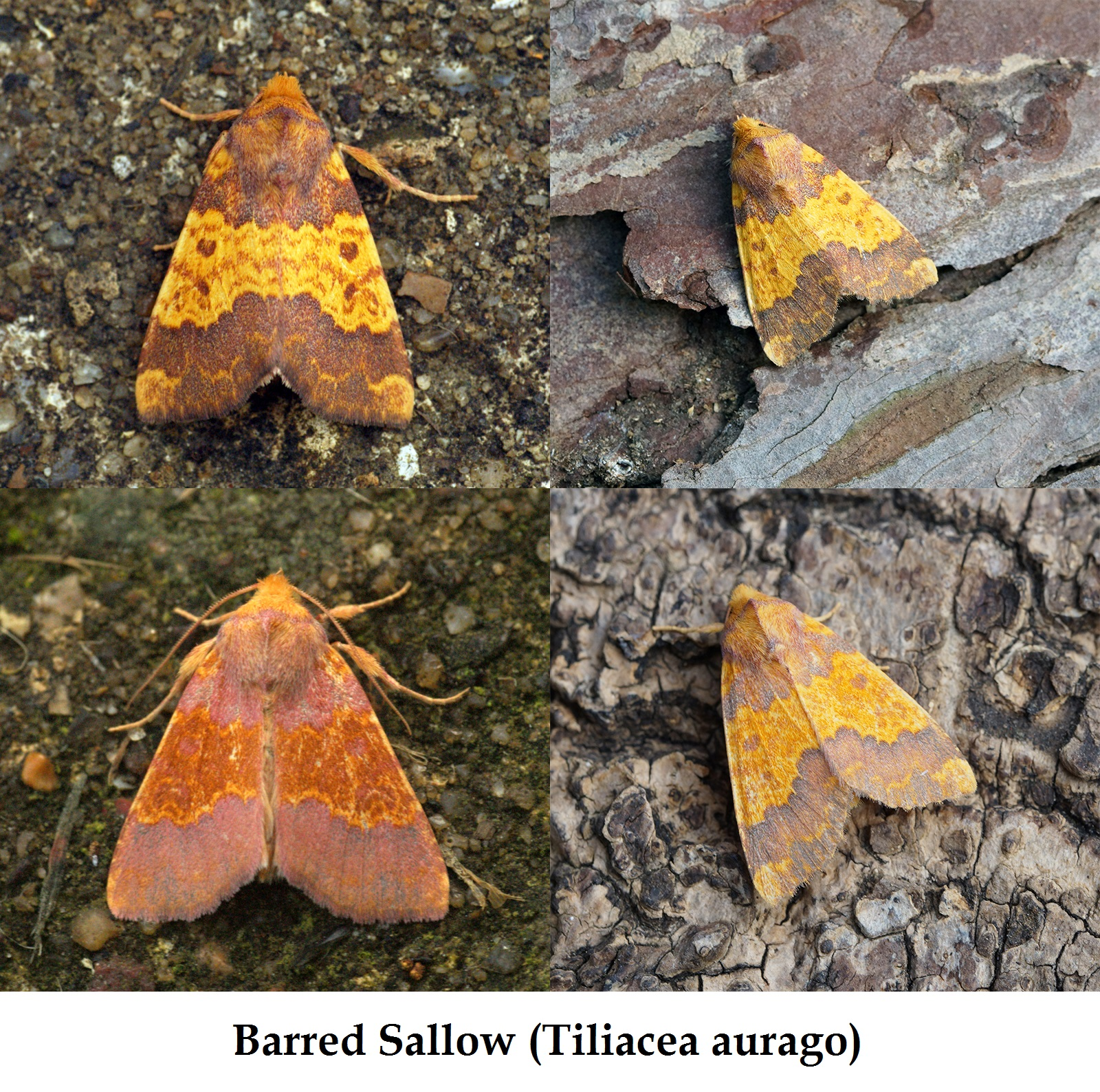
En del av variationen hos imago mörkbandat gulvingsfly